# 平井快青
平井 快青（ひらい かいせい、2000年9月12日 - ）は、京都府京丹後市出身の元プロ野球選手（投手）。右投右打。NPBでは育成選手であった。

## 経歴

### プロ入り前
岐阜第一高等学校では1年秋からエース。2年夏の県大会は3回戦敗退。3年夏の県大会は21年ぶりのベスト4進出。
2018年10月25日に行われた2018年度新人選手選択会議において、読売ジャイアンツから育成ドラフト2位で指名され入団。背番号は012。

### 巨人時代
2019年はイースタン・リーグでの登板が1試合だけだった。
2020年はイースタン・リーグ2試合の登板に終わった。
2021年もイースタン・リーグ3試合の登板に終わり、10月4日に戦力外通告を受けた。

### 現役引退後
2022年よりジャイアンツアカデミーのコーチを務める。2025年3月末に退任。

## 選手としての特徴・人物
184cmの長身から投げ下ろす最速145km/hの直球と、落差のあるフォークボールが持ち味。
憧れのプロ野球選手は前田健太。

## 詳細情報

### 年度別投手成績
- 一軍公式戦出場なし

### 背番号
- 012（2019年 - 2021年）

### 登場曲
- 「LA・LA・LA LOVE SONG」久保田利伸（2019年 - 2021年）